# Abavus maculatus
Abavus maculatus är en tvåvingeart som beskrevs av Lindner 1933. Abavus maculatus ingår i släktet Abavus och familjen vapenflugor. Inga underarter finns listade i Catalogue of Life.